# Svetlana Kolesnitjenko
Svetlana Konstantinovna Kolesnitjenko (russisk: Светлана Константиновна Колесниченко ; født 20. september 1993) er en russisk synkronsvømmer.
Hun repræsenterede Rusland under sommer-OL 2016 i Rio de Janeiro, hvor hun vandt guld i holdkonkurrencen.
Under sommer-OL 2020 i Tokyo, som blev afholdt i 2021, vandt hun guld i både duet og hold.